# Asambleas presidenciales del Partido Demócrata de 2008 en Wyoming

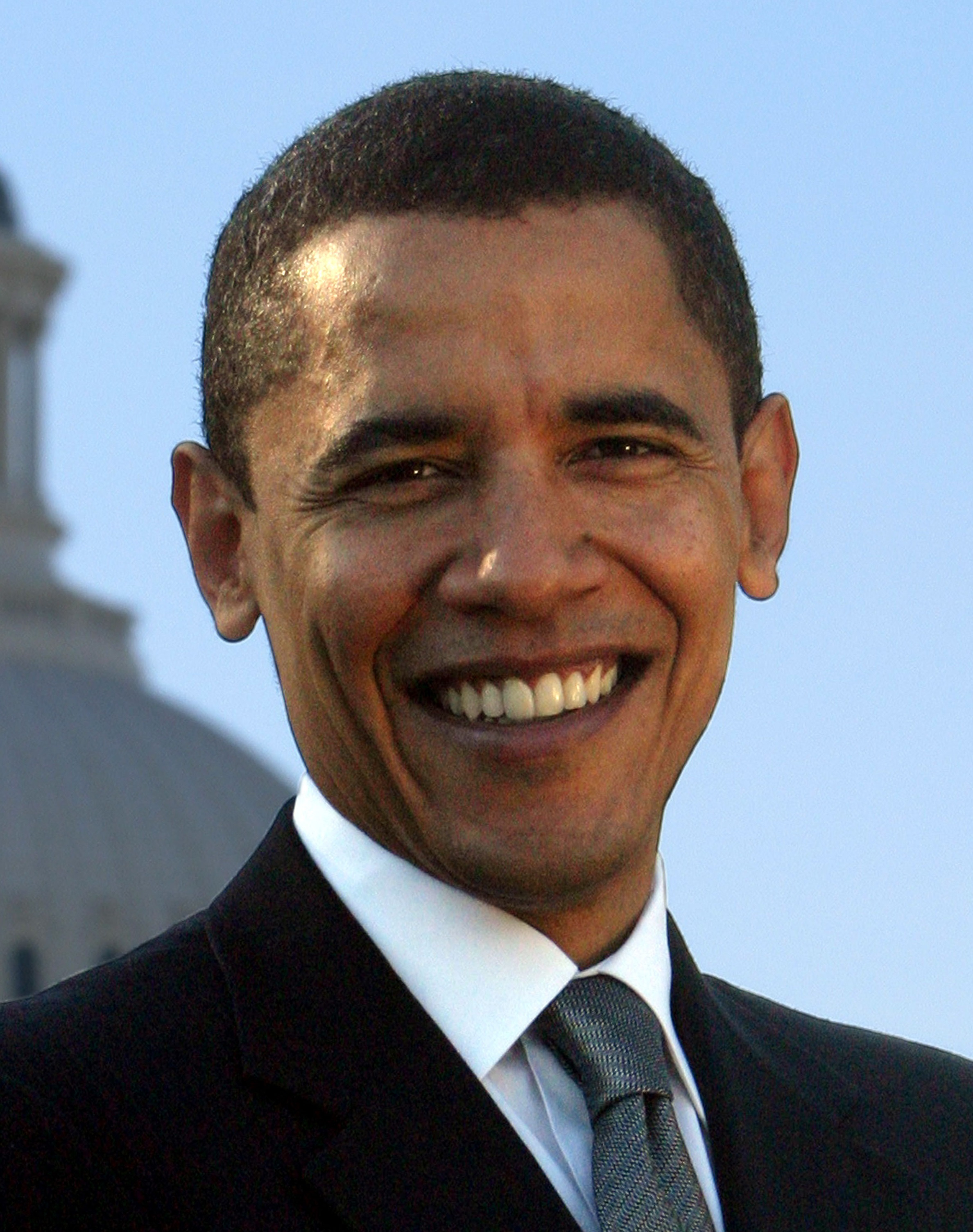
Barack Obama, el 44º presidente de los Estados Unidos, en su retrato oficial como miembro del Senado de los Estados Unidos.

Las Asambleas demócratas de Wyoming, 2008 fueron el 8 de marzo de 2008.

## Resultados

### Asambleas de condados
Fecha de asamblea 8 de marzo de 2008
Delegados Nacionales Determinados: 12
| Key: | Retirado antes de la elección |

| Asambleas presidenciales de condados demócratas de Wyoming, 2008 100% de los condados reportados | Asambleas presidenciales de condados demócratas de Wyoming, 2008 100% de los condados reportados | Asambleas presidenciales de condados demócratas de Wyoming, 2008 100% de los condados reportados | Asambleas presidenciales de condados demócratas de Wyoming, 2008 100% de los condados reportados | Asambleas presidenciales de condados demócratas de Wyoming, 2008 100% de los condados reportados |
| Candidato                                                                                        | Votos                                                                                            | Porcentaje (votes)                                                                               | Estimado de delegados nacionales                                                                 |                                                                                                  |
| ------------------------------------------------------------------------------------------------ | ------------------------------------------------------------------------------------------------ | ------------------------------------------------------------------------------------------------ | ------------------------------------------------------------------------------------------------ | ------------------------------------------------------------------------------------------------ |
| Barack Obama                                                                                     | 5,378                                                                                            | 61.44%                                                                                           | 7                                                                                                |                                                                                                  |
| Hillary Clinton                                                                                  | 3,311                                                                                            | 37.83%                                                                                           | 5                                                                                                |                                                                                                  |
| Otro                                                                                             | 64                                                                                               | 0.73%                                                                                            | 0                                                                                                |                                                                                                  |
| Total                                                                                            | 8,753                                                                                            | 100.00%                                                                                          | 12                                                                                               |                                                                                                  |